# Cantonul Saint-Paulien
Cantonul Saint-Paulien este un canton din arondismentul Le Puy-en-Velay, departamentul Haute-Loire, regiunea Auvergne, Franța.

## Comune
- Blanzac
- Borne
- Lavoûte-sur-Loire
- Lissac
- Saint-Geneys-près-Saint-Paulien
- Saint-Paulien (reședință)
- Saint-Vincent